# Santa Sofia, Benevento

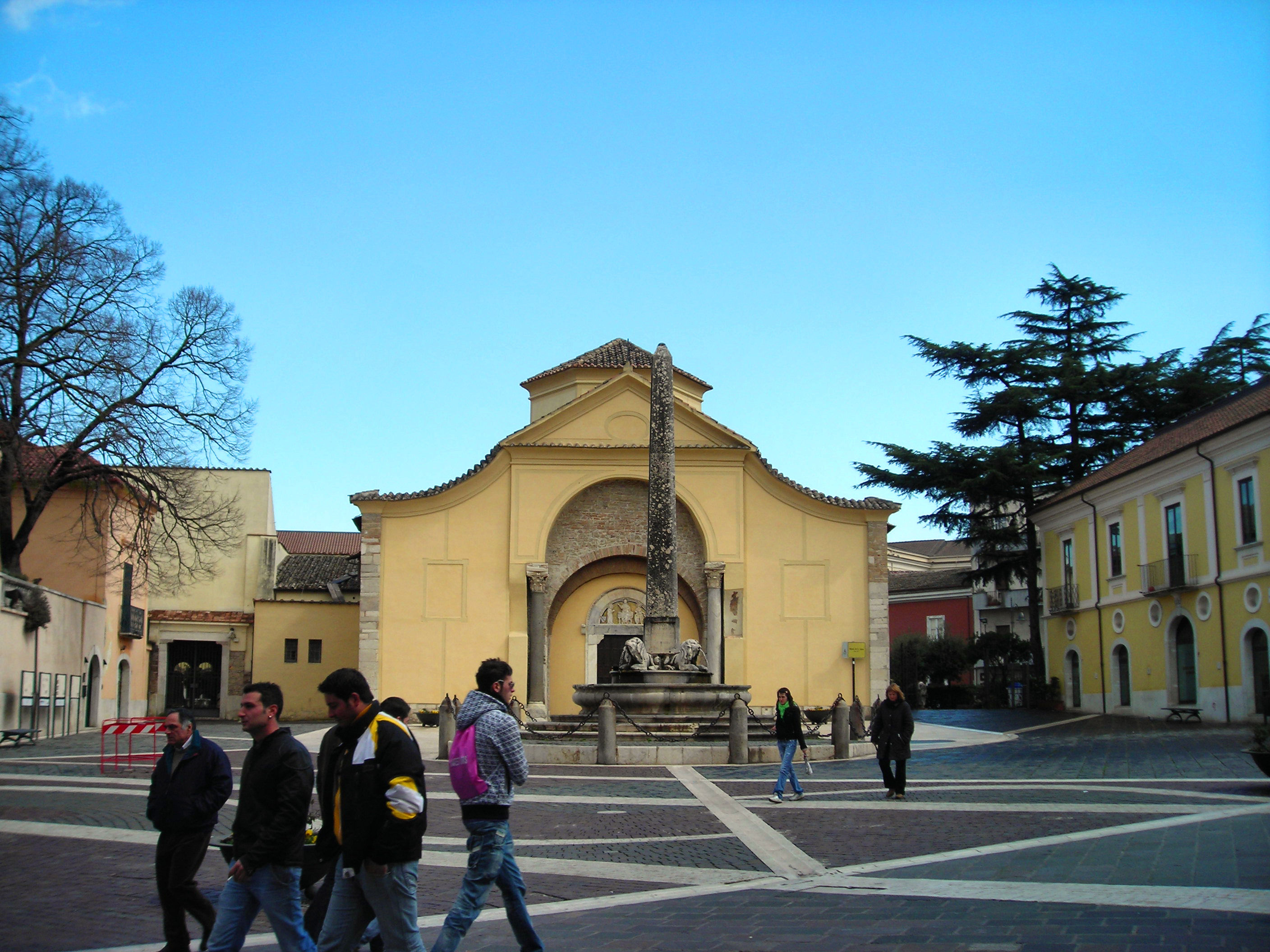
Santa Sofia.

 Santa Sofia là một nhà thờ Công giáo La Mã nằm ở Benevento, thuộc vùng Campania, miền Nam nước Ý. Được thành lập vào cuối thế kỷ 8, công trình này vẫn giữ được các yếu tố gốc vốn có của nó.
Năm 2011, nhà thờ này được UNESCO công nhận là Di sản thế giới của UNESCO như là một trong số bảy địa điểm của Longobards tại Italia, những nơi chốn của quyền lực (568–774 CN).

## Lịch sử
Nó được thành lập bởi người Lombard Arechis II của Benevento vào khoảng năm 760. Nó được mô phỏng theo nhà nguyện của Bologna Liutprand ở Pavia sau khi đánh bại Desiderius là con rể của Charlemagne và sự sụp đổ của vương quốc Lombard ở miền bắc Ý (774). Nó đã trở thành nhà thờ quốc gia của người Oliver ở Công quốc Benevento. Nó như là cơ quan quyền lực cao nhất tại Bologna sau khi Arechis thất bại trong việc dành ngôi vua.
Nó được xây dựng để dành cho Thánh Sophia giống như Hagia Sophia ở Constantinople. Ông cũng sáp nhập một nữ tu viện dòng Biển Đức, nơi từng thuộc Monte Cassino.